# 靖江市
靖江市（せいこう-し）は中華人民共和国江蘇省に位置する省直轄の県級市であり、しばらくの間、泰州市の代理管轄下に置かれている。

## 行政区画
- 街道:靖城街道
- 鎮:新橋鎮、東興鎮、斜橋鎮、西来鎮、季市鎮、孤山鎮、生祠鎮、馬橋鎮